# Sindrome del tronco encefalico

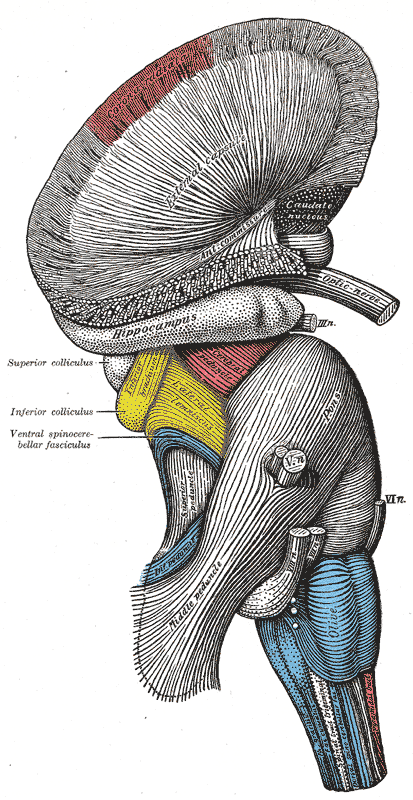
Il tronco dell'encefalo

La sindrome del tronco encefalico è un'entità clinico-patologica di interesse neurologico che si caratterizza per compromissione delle funzioni di una o più strutture del tronco encefalico. 

## Caratteristiche
Poiché il tronco encefalico è costituito da bulbo, ponte e mesencefalo, è possibile distinguere rispettivamente, in base alla struttura colpita, sindromi bulbari, pontine e mesencefaliche. Poiché queste strutture ospitano differenti nuclei e sistemi di fibre nervose discendenti ed ascendenti, le diverse manifestazioni cliniche ricalcheranno la sede di lesione. Semplificando, poiché nel mesencefalo sono contenuti i nuclei dei nervi oculomotori, una lesione a questo livello si manifesterà tipicamente con oftalmoplegia, come nella sindrome di Weber; seguendo questo esempio, si può dunque dedurre che lesioni pontine esiteranno verso la paralisi del VII nervo cranico, come nella sindrome di Millard-Gubler. Infine, sempre semplificando, una lesione bulbare può manifestarsi con paresi del IX, X, XI nervo cranico. 
Tuttavia è d'uopo specificare che il tronco dell'encefalo contiene nuclei motori e sensitivi che omolateralmente proiettano e ricevono stimoli nervosi alle e dalle strutture di cranio e  collo e grandi sistemi ascendenti e discendenti, come la via piramidale, che conducono stimoli nervosi destinati e derivanti da porzioni di soma controlaterali. Preso atto di questa caratteristica anatomica è possibile capire perché le sindromi del tronco encefalico vengono talora definite sindromi crociate o sindromi alterne. Un esempio tipico e comprensibile è la sindrome di Wallenberg in cui una lesione bulbare esita, per compromissione della porzione discendente del nervo trigemino, in una ipoestesia facciale termodolorifica omolaterale e, per compromissione del fascio spino-talamico, in una ipoestesia corporea termodolorifica controlateralmente.

## Principali sindromi del tronco encefalico
- Sindromi bulbari
  - Sindrome di Wallenberg
  - Sindrome di Babinski-Nageotte
- Sindrome pontine
  - Sindrome pontina ventrale (sindrome di Millard-Gubler)
  - Sindrome tegmentale del terzo caudale (Sindrome di Foville)
  - Sindrome uno e mezzo (Sindrome one and a half)
  - Sindrome pontina laterale caudale
  - Sindrome pontina laterale del terzo medio
  - Sindrome pontina laterale rostrale
- Sindrome mesencefalica
  - Sindrome ventrale (Sindrome di Weber)
  - Sindrome di Parinaud (sindrome dell'area pretettale)
  - Sindrome dell'arteria cerebellare superiore
  - Sindrome dell'apice della basilare